# Kiseg
Kiseg (mađarski: Kőszeg, njemački: Güns) je grad na sjeverozapadu Mađarske od 12,055 stanovnika, koji administrativno pripada u Željeznu županiju.

## Zemljopis
Kiseg leži duž rječice Gyöngyös udaljen svega 2 km od austrijske granice i 18 km sjeverozapadno od administrativnog središta Sambotela.

## Povijest
Kiseg je status slobodnog kraljevskog grada dobio još 1328. Za austrijsko-turskih ratova tijekom 16. stoljeća dvorac Kiseg postao je od ključne važnosti. Njega je s malom posadom uspio obraniti u kolovozu 1532., hrvatski kapetan Nikola Jurišić (mađarski: Miklós Jurisics) iako je na grad napadalo 80,000 Osmanlija. 
Svojim junaštvom Jurišić se proslavio, kada je sa 700 Hrvata obranio Kiseg i tako zaustavio turske vojnike na njihovom vojnom pohodu prema Beču. Turci koji su planirali mirno proći pored malenog grada i tako iznenaditi tada još nespremne Ferdinandove vojnike, strašno su se prevarili kad su mislili da će Kiseg biti lagan plijen.
Nakon turskih ratova Kiseg je kao i njegov dvorac od 1695. postao feud obitelji Esterházy i to je ostao sve do 1931. Dvorac u Kisegu zove se danas po Nikoli Jurišiću - dvorac Jurišić (mađ. Jurisics-vár).